# 克塞格区
克塞格区（匈牙利語：Kőszegi járás），是匈牙利沃什州的一个区，总面积286.45平方公里，总人口25,090人（2011年），人口密度88人/平方公里。中心城市为克塞格。

## 市镇
克塞格区包含3个城镇和18个村庄。